# Født dansk
|  | Denne artikel er oprettet af botten Steenthbot ud fra en ekstern database. Den kan derfor have sproglige fejl eller mangler. Denne skabelon kan fjernes efter kontrol af indholdet. |

Født dansk er en dansk dokumentarfilm fra 1960 instrueret af Børge Høst.

## Handling
Rejsebeskrivelse, der omhandler en rejse til Jomfruøerne.